# Wicken (Cambridgeshire)
Pour les articles homonymes, voir Wicken.
Wicken est une paroisse civile et un village du Cambridgeshire, en Angleterre.